# Westhoek
Pour le village néerlandais, voir Westhoek (Frise).
Le Westhoek [wɛstuk] est une région transfrontalière belgo-française dans la province de Flandre-Occidentale (Région flamande) et le département du Nord (région Hauts-de-France), située entre la mer du Nord, la Lys et l’Aa.

## Toponymie
« Westhoek » (littéralement Coin de l'ouest) est un nom récent. Il désigne pourtant un territoire ayant de réelles spécificités, tant du point de vue de la langue (le flamand occidental), que de l'histoire, des mentalités, de l'architecture ou de la géologie.
Le collège du Westhoek, à Coudekerque-Branche, dans la banlieue de Dunkerque, reprend le nom de la région.

## Histoire
Le Westhoek français, correspondant environ à l’arrondissement de Dunkerque, fait partie de la Flandre française. Il se subdivise en trois régions naturelles : le Blootland ou plaine maritime flamande couvrant le tiers nord, le Houtland au centre et la plaine de la Lys, à l'extrême sud. Il s’agit de la seule région française où l’on parlait couramment le flamand.
Le Westhoek est progressivement redevenu français entre 1659 et 1678 en raison de l’annexion des châtellenies de Bourbourg, Bergues, Cassel et Bailleul. Les châtellenies de Furnes et Ypres ont aussi été annexées à la France durant cette période, mais elles ont été cédées aux Pays-Bas du sud autrichiens en 1713 lors du traité d'Utrecht. De la mer du Nord à Bailleul, la frontière n'a presque plus évolué depuis. Elle coupe le Westhoek en deux parties égales. 
De fait, la nouvelle frontière politique n'était pas une frontière culturelle ou linguistique, et c'est pour cette raison qu'en flamand, on nomme la frontière d'État ici de schreeve (moyen-flamand : screve « trait, trait de plume »). Il y a toujours d'importants échanges transfrontaliers, bien que l'usage du flamand ait très fortement régressé dans la partie française.

## Réserve naturelle
La réserve naturelle du Westhoek appartenant à l'État pour la partie belge et couvrant 340 ha jusqu'à la frontière (Créée en 1957, la réserve naturelle du Westhoek (340 ha) est la réserve naturelle la plus ancienne de la Flandre, prolongée par le site naturel de la dune du Perroquet (225 ha) en France, entre La Panne en Belgique et Bray-Dunes en France, est constituée de dunes riches en faune et en flore. La réserve est traversée par plusieurs sentiers balisés, comme le GR 120 - E 9, et des promenades guidées y sont organisées pendant les périodes de vacances.